# 반노차 카타네이

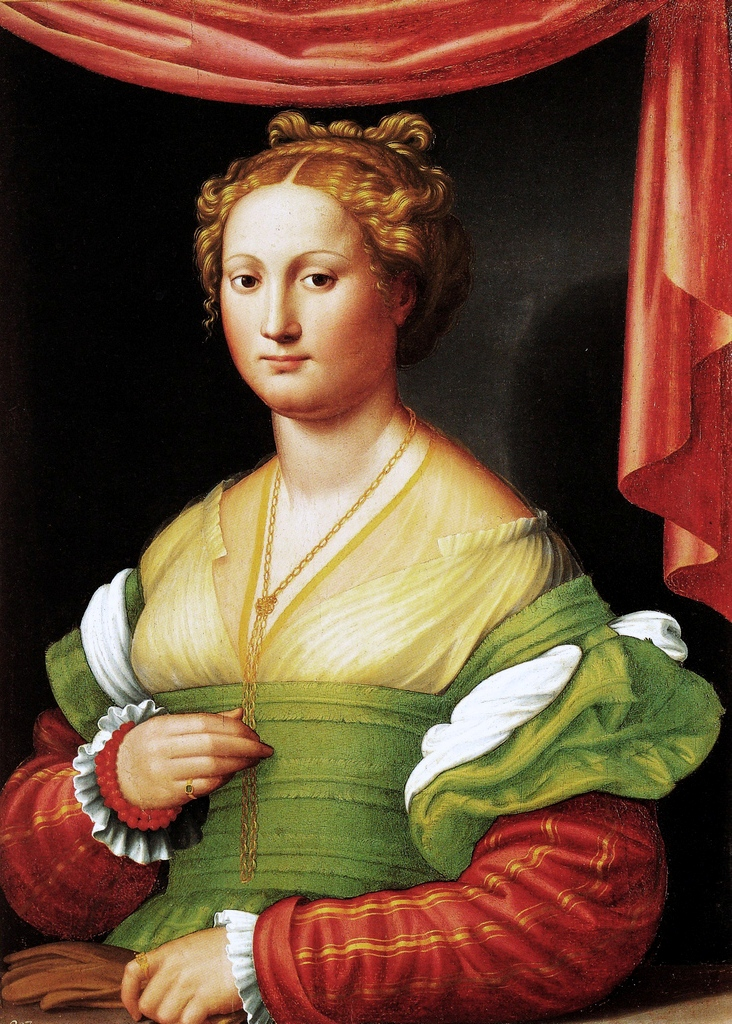
반노차 카타네이.

반노차 카타네이(이탈리아어: Vannozza Cattanei, 1442년 - 1518년 11월 24일)는 교황 알렉산데르 6세(로드리고 보르자)가 독신 선언을 어기고 맞이한 수많은 정부(情婦) 가운데 한 사람으로, 정부들 가운데 관계를 가장 오랫동안 지속한 여인이다. 그녀의 아버지는 자코포(자코모 데 간디아 콘테 데이 카타네이)이며 어머니는 멘시아 펙토리스이다.
1442년 만토바에서 태어난 반노차는 로마로 이사를 하여서 여러 여인숙을 전전하다가 캄포데피오리(지금의 보르고 지역)에 정착하였다. 그녀가 알렉산데르 6세를 만나기 전에는 줄리아노 델라 로베레 추기경(훗날의 교황 율리오 2세)과 염문 관계였다는 이야기도 있다.
반노차는 세 번이나 재혼을 하였다.
1470년부터 알렉산데르 6세와 관계를 갖기 시작한 반노차는 그와의 사이에 공개적으로 알렉산데르 6세가 자신의 아이로 공공연히 인정한 네 명의 아이를 낳았다.
- 후안 보르자 (1474년 출생);
- 체사레 보르자 (1475년 출생);
- 루크레치아 보르자 (1480년 출생);
- 호프레 보르자 (1481년 또는 1482년 출생)

교황에 선출되기 전에 알렉산데르 6세는 반노차에 대한 열정이 다소 식었으며, 이후 반노차는 바로 은퇴 생활을 하였다.
알렉산데르 6세의 마음에서 반노차의 자리는 오르시니의 아름다운 아내인 줄리아 파르네세가 대신 차지하였지만, 반노차와의 사이에서 낳은 아이들에 대한 사랑은 여느 때보다 강하게 남아 있었으며, 실상 그의 진로 전체를 결정하는 요인이 되었다. 알렉산데르 6세는 자기 아이들을 위해 후원을 아끼지 않았으며, 온갖 영광을 안겨다 주었다.